# Riu Pamir

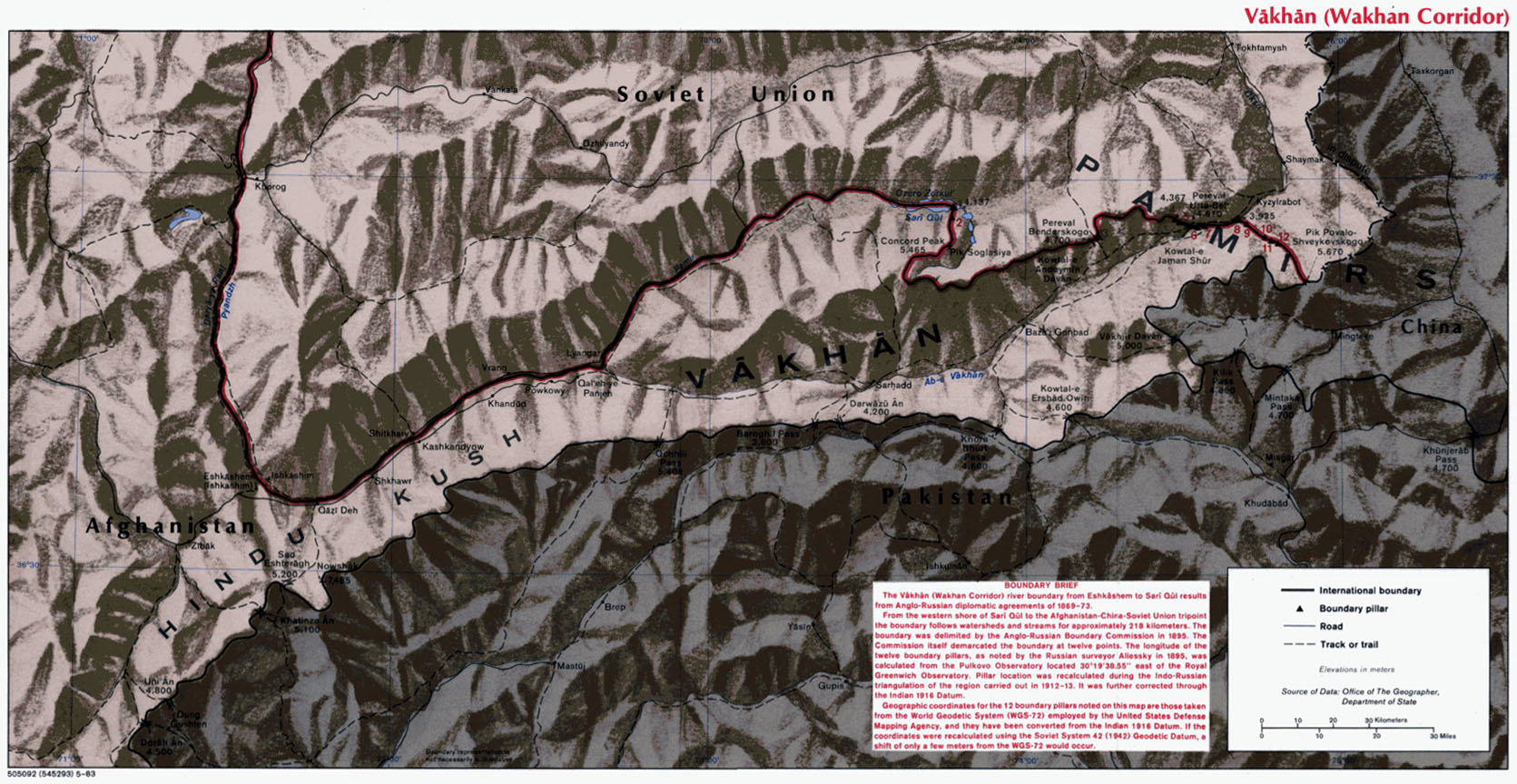
Mapa del Corredor de Wakhan,que inclou el Pamir

El Pamir és un riu del Tadjikistan i l'Afganistan. És un afluent del riu Panj, i forma la frontera nord de Wakhan.
El riu neix a les Muntanyes Pamir a la província Gorno-Badakhshan del Tajikistan. Discorre a la Serralada Wakhan (sud) i la Serralada Alichur (nord). Al seu inici forma el Llac Zorkul, a 4130 metres d'altitud i discorre cap a l'oest, i més tard cap al sud-est. Prop de la ciutat de Langar (Badakhshan), a 2.799 m, s'uneix al riu Wakhan i forma el riu Panj. El riu Pamir forma la frontera entre Tajikistan i Afganistan al llarg de tot el seu curs.
John Wood va ser el primer europeu que va intentar trobar la font de l'Oxus, o riu Pamir. El 1839 arribà al Llac Zorkul.